# Xyris terrestris
Xyris terrestris är en gräsväxtart som beskrevs av Idrobo och Lyman Bradford Smith. Xyris terrestris ingår i släktet Xyris och familjen Xyridaceae. Inga underarter finns listade i Catalogue of Life.